# Piper sacchamatesense
Piper sacchamatesense är en pepparväxtart som beskrevs av Truman George Yuncker. Piper sacchamatesense ingår i släktet Piper och familjen pepparväxter. Inga underarter finns listade i Catalogue of Life.